# Somabrachys federzonii
Somabrachys federzonii is een vlinder uit de familie van de Somabrachyidae. De soort is voor het eerst wetenschappelijk beschreven door Giorgio Krüger in een publicatie uit 1934.
De soort komt voor in Libië.